# Starchand
Starchand (mort le 11 février 966 probablement à Eichstätt) est évêque d'Eichstätt de 933 à sa mort.

## Biographie
L'origine des Starchands n'est pas connue. Vraisemblablement, il vient d'une famille noble bavaroise. Pour le choix d'un nouvel évêque, le roi Henri de Germanie accepte de le laisser au duc de Bavière Arnulf. Néanmoins, Starchand réussit à s'émanciper pendant son épiscopat de la dépendance bavaroise. Pendant le règne de l'empereur Otton, il est présent à plusieurs synodes, notamment au synode d'Ingelheim. Otton le récompense de sa loyauté en lui donnant dans le Sualafeldgau (de) les villages de Rohrbach, Trugenhofen et Ellenbrunn.
L'anonyme de Herrieden (de), un chroniqueur du XIe siècle, rend compte de l'importance à la bibliothèque pendant son épiscopat et que Starchand formule l’inscription de sa tombe et est enterré par son ami l'évêque Ulrich d'Augsbourg. Ni la bibliothèque ni la tombe n’ont été préservées, ces déclarations ne peuvent plus être vérifiées ni justifiées.

## Source, notes et références
- Alfred Wendehorst, Das Bistum Eichstätt. Band 1: Die Bischofsreihe bis 1535, Reihe: Germania Sacra – Neue Folge 45, Berlin, 2006  (ISBN 9783110189711), p. 44–45.